# Garsten
Garsten – gmina targowa w Austrii, w kraju związkowym Górna Austria, w powiecie Steyr-Land. Według danych Austriackiego Urzędu Statystycznego liczy 6631 mieszkańców (1 stycznia 2015).